# Łyżwiarstwo figurowe na Zimowych Igrzyskach Olimpijskich Młodzieży 2012 – pary taneczne
Łyżwiarstwo figurowe na Zimowych Igrzyskach Olimpijskich Młodzieży 2012 – pary taneczne – rywalizacja w jednej z konkurencji łyżwiarstwa figurowego – parach tanecznych rozgrywanej na Zimowych Igrzyskach Olimpijskich Młodzieży 2012 odbyła się 15 i 17 stycznia 2012 w Olympiahalle w Innsbrucku.

## Wyniki
| Poz. | Zawodnicy                              | Reprezentacja     | Nota łączna | SD | SD    | FD | FD    |
| ---- | -------------------------------------- | ----------------- | ----------- | -- | ----- | -- | ----- |
| 01 ! | Anna Janowska / Siergiej Mozgow        | Rosja             | 146,96      | 1  | 60,19 | 1  | 86,77 |
| 02 ! | Ołeksandra Nazarowa / Maksym Nikitin   | Ukraina           | 131,68      | 2  | 57,44 | 2  | 74,24 |
| 03 ! | Marija Simonowa / Dmitrij Dragun       | Rosja             | 125,22      | 3  | 54,11 | 3  | 71,11 |
| 4    | Rachel Parsons / Michael Parsons       | Stany Zjednoczone | 114,22      | 4  | 44,69 | 4  | 69,53 |
| 5    | Estelle Elizabeth / Romain Le Gac      | Francja           | 106,42      | 6  | 42,60 | 5  | 63,82 |
| 6    | Karina Uzurova / Ilias Ali             | Kazachstan        | 102,77      | 5  | 43,71 | 6  | 59,06 |
| 7    | Jana Čejková / Alexandr Sinicyn        | Czechy            | 92,72       | 8  | 37,38 | 7  | 55,34 |
| 8    | Jasmine Tessari / Stefano Colafato     | Włochy            | 88,15       | 7  | 38,00 | 8  | 50,15 |
| 9    | Christine Smith / Simon Eisenbauer     | Austria           | 78,26       | 9  | 32,22 | 9  | 46,04 |
| 10   | Eugenia Tkaczenka / Jurij Gulicki      | Białoruś          | 74,56       | 10 | 31,90 | 11 | 42,66 |
| 11   | Millie Paterson / Edward Carstairs     | Wielka Brytania   | 71,05       | 11 | 30,70 | 12 | 40,35 |
| 12   | Victoria-Laura Lõhmus / Andrei Davõdov | Estonia           | 70,78       | 12 | 26,67 | 10 | 44,11 |